# Кустовецька сільська рада (Полонський район)
Кустове́цька сільська́ ра́да — колишня адміністративно-територіальна одиниця та орган місцевого самоврядування в Шепетівському районі Хмельницької області. Адміністративний центр — село Кустівці.

## Загальні відомості
Кустовецька сільська рада утворена в 1923 році.
- Територія ради: 4,624 км²
- Населення ради: 1 335 осіб (станом на 2001 рік)
- Територією ради протікає річка Деревичка

## Населені пункти
Сільській раді підпорядковані населені пункти:
- с. Кустівці
- с. Голубча
- с. Москалівка

## Склад ради
Рада складалася з 16 депутатів та голови.
- Голова ради: Братасюк Анастасія Василівна
- Секретар ради: Дубицька Людмила Миколаївна

### Керівний склад попередніх скликань
| Прізвище, ім'я, по батькові  | Основні відомості                                            | Дата обрання | Дата звільнення |
| ---------------------------- | ------------------------------------------------------------ | ------------ | --------------- |
| Братасюк Анастасія Василівна | Сільський голова, 1951 року народження, член Народної партії | 26.03.2006   | 31.10.2010      |

Примітка: таблиця складена за даними сайту Верховної Ради України

### Депутати
За результатами місцевих виборів 2010 року депутатами ради стали:

#### За суб'єктами висування
| Суб'єкт висування               | Кількість обраних депутатів | %    |
| ------------------------------- | --------------------------- | ---- |
| Народна партія                  | 6                           | 37,5 |
| Самовисування                   | 5                           | 31,3 |
| Комуністична партія України     | 2                           | 12,5 |
| Партія регіонів                 | 2                           | 12,5 |
| Політична партія «Наша Україна» | 1                           | 6,3  |

#### За округами
| № округу                        | Прізвище, ім'я, по батькові      | Дата визнання обраним | Освіта             | Партійна приналежність                | Відомості про обраного депутата                                        |
| ------------------------------- | -------------------------------- | --------------------- | ------------------ | ------------------------------------- | ---------------------------------------------------------------------- |
| Комуністична партія України     |                                  |                       |                    |                                       |                                                                        |
| 1                               | Бондарчук Галина Василівна       | 05.11.2010            | вища               | позапартійна                          | пенсіонер                                                              |
| 5                               | Комісарук Олександр Іванович     | 05.11.2010            | середня            | позапартійний                         | тимчасово не працює                                                    |
| Народна Партія                  |                                  |                       |                    |                                       |                                                                        |
| 2                               | Пінькас Людмила Іванівна         | 05.11.2010            | середня            | позапартійна                          | Кустовецьке КП, продавець                                              |
| 8                               | Нестерук Борис Іванович          | 05.11.2010            | середня            | позапартійний                         | приватний підприємець                                                  |
| 11                              | Дубіцька Валентина Василівна     | 05.11.2010            | середня            | позапартійна                          | тимчасово не працює                                                    |
| 14                              | Марцинюк Костянтин Костянтинович | 05.11.2010            | середня            | позапартійний                         | тимчасово не працює                                                    |
| 15                              | Гилюк Любов Павлівна             | 05.11.2010            | середня            | позапартійна                          | Полонсий молокозавод, приймальник молока                               |
| 16                              | Горчинський Микола Костянтинович | 05.11.2010            | середня            | член Народної партії                  | ТОВ «АТК», тракторист                                                  |
| Партія регіонів                 |                                  |                       |                    |                                       |                                                                        |
| 6                               | Дубицька Людмила Миколаївна      | 05.11.2010            | середня            | член Партії регіонів                  | Кустовецька сільська рада, секретар сільської ради                     |
| 9                               | Корейба Наталія Олександрівна    | 05.11.2010            | середня            | член Партії регіонів                  | Кустовецька амбулаторія, медична сестра Сімейної медицини              |
| Політична партія «Наша Україна» |                                  |                       |                    |                                       |                                                                        |
| 12                              | Ковтонюк Анатолій Панасович      | 05.11.2010            | середня            | член Політичної партії «Наша Україна» | тимчасово не працює                                                    |
| Самовисування                   |                                  |                       |                    |                                       |                                                                        |
| 3                               | Лесюк Галина Соловіївна          | 05.11.2010            | середня спеціальна | позапартійна                          | пенсіонер                                                              |
| 4                               | Клюцук Світлана Василівна        | 05.11.2010            | середня спеціальна | позапартійна                          | тимчасово не працює                                                    |
| 7                               | Човпун Лідія Елімбеківна         | 05.11.2010            | середня спеціальна | позапартійна                          | Кустовецька загальноосвітня школа I-III ст., вчитель початкових класів |
| 10                              | Шилюк Володимир Іванович         | 05.11.2010            | вища               | позапартійний                         | Кустовецької загальноосвітня школа I-III ст., директор                 |
| 13                              | Кравчук Олег Петрович            | 05.11.2010            | середня            | позапартійний                         | тимчасово не працює                                                    |